# David Čerňanský
David Čerňanský (* 18. července 2002), přezdívaný Frozen, je slovenský profesionální hráč počítačové hry Counter-Strike: Global Offensive a čtyřnásobný mistr České republiky v této hře.
Hru Counter-Strike hraje od roku 2010, kdy hru poznal díky bratrovi, který hrál verzi 1.6 pravidelně. Hra ho zaujala a tak postupně získal první zkušenosti při hře v týmu. V roce 2014 přestoupil z Counter-Strike scény na novou verzi Global Offensive. Tato verze ho zaujala a ještě téhož roku se zúčastnil svého prvního LAN turnaje. V následujícím roce se angažoval v československém týmu Cyborg Factory, odkud jeho další kroky vedly do Neophyte, kde po boku spoluhráčů ecko, queztone, barb1 a DEV7L získal titul Mistra České republiky 2015. Další krokem v jeho kariéře byl přestup do týmu eXtatus v první polovině roku 2016. V eXtatusu vyhrál další dvě mistrovství České republiky a to v roce 2016 a 2017. Zde se poprvé začal ukazovat i na světové scéně, kde si ho oblíbilo i několik zahraničních fanoušků. Po rozpadu CS:GO sekce v organizaci eXtatus 5. července 2018 vytvořil společně s dalšími předními hráči československé esportové scény tým warmup. V září 2018 se společně se svými stávajícími spoluhráči z týmu warmup připojil k organizaci Majestic Lions. Krátce na to ale přestoupil z Majestic Lions do dalšího českého týmu Gunrunners ve kterém na mistrovství ČR v počítačových hrách 2018 získal svůj čtvrtý titul mistra ČR v řadě. V březnu roku 2019 opět přestoupil, tentokrát už do zahraničí, a to do německého týmu Mousesports ve kterém působí dodnes.
Dánský profesionální hráč Emil „Magisk” Reif o něm mluvil jako o budoucí naději Counter-Striku.
Vzhledem k nízkému věku se nesměl účastnit některých turnajů. EXtatus byl kvůli tomu diskvalifikován z úspěšné kvalifikace na IEM Season XI World Championship.
Později o tohoto mladého talenta projevila zájem německá organizace Mousesports, která ho 13. března 2019 přijala do své Counter-Strike: Global Offensive sekce spolu s Özgür "woxic" Eker, Finn "karrigan" Andersen. Jde zatím o největší úspěch tohoto hráče.